# Елк Гроув Вилиџ (Илиноис)
Елк Гроув Вилиџ (енгл. Elk Grove Village) град је у америчкој савезној држави Илиноис.

## Демографија
По попису из 2010. године број становника је 33.127, што је 1.6 (-4,6%) становника мање него 2000. године.
| Група             | 2000.          | 2010.          |
| Белци             | 28.599 (82,4%) | 25.671 (77,5%) |
| Афроамериканци    | 490 (1,4%)     | 472 (1,4%)     |
| Азијати           | 3.051 (8,8%)   | 3.348 (10,1%)  |
| Хиспаноамериканци | 2.165 (6,2%)   | 3.149 (9,5%)   |
| Укупно            | 34.727         | 33.127         |